# Music (filme de 2023)
Music é um teuto-franco-sérvio de 2023, do gênero drama, roteirizado e dirigido por Angela Schanelec. Estrelado por Aliocha Schneider e Agathe Bonitzer, o filme é uma versão moderna do mito grego de Édipo.

## Elenco
- Aliocha Schneider como Jon
- Agathe Bonitzer como Iro
- Marisha Triantafyllidou como Mérope
- Argyris Xafis como Elias
- Theodore Vrachas como Lucian
- Ninel Skrzypczyk como Phoebe, 14 anos
  - Frida Tarana como Phoebe, 6 anos
- Miriam Jakob como Marta
- Wolfgang Michael como Hugh

## Lançamento
O filme teve seu lançamento mundial no Festival de Berlim em 21 de fevereiro de 2023, na concorrência principal pelo Urso de Ouro. Durante o festival, Schanelec ganhou o Urso de Prata à melhor roteirista.
O filme foi lançado na França em 8 de março de 2023, e na Alemanha, em 4 de maio de 2023.

## Recepção
No site agregador de resenhas Rotten Tomatoes, o filme tem um índice de aprovação de 84% com base em 19 críticas, com uma classificação média de 6,7/10. No Metacritic, tem uma pontuação média ponderada de 72 em 100 com base em 7 resenhas, indicando “críticas geralmente favoráveis”.